# Hendrik Petrus Berlage (astrónomo)
Hendrik Petrus Berlage (Ámsterdam, 24 de octubre de 1896 - Utrecht, 3 de marzo de 1968), fue un astrónomo y meteorólogo neerlandés, autor de estudios sobre la meteorología a largo plazo del sudeste asiático, y escritor de libros de divulgación científica sobre cosmología.

## Semblanza
Era hijo del famoso arquitecto del mismo nombre Hendrik Petrus Berlage (1856-1934) y de su esposa Marie Bienfait. Tras finalizar sus estudios secundarios en Ámsterdam, cursó estudios superiores de ingeniería en Zúrich entre 1915 y 1919, y a continuación estudió física teórica en la Universidad de Leiden desde 1920 hasta 1922.
Se unió al equipo de sismología del Instituto Meteorológico Real Holandés en 1922, y al año siguiente volvió a Zúrich para obtener su doctorado con una tesis sobre sismografía. Después de trabajar un corto período en el Instituto de Física de la Tierra en Estrasburgo, se incorporó al Real Observatorio Magnético y Meteorológico de Batavia (actualmente Yakarta, por entonces en las Indias Orientales Neerlandesas).
Aunque su especialidad más destacada era la sismología, su trabajo le llevó al campo de la meteorología, realizando en 1927 un estudio sobre la predicción a largo plazo de los monzones en lo que hoy es Indonesia, con importantes aportaciones posteriores sobre la circulación general y el comportamiento plurianual de las masas de aire caliente en el cinturón del Pacífico.
Tras el duro período de la ocupación japonesa del sudeste de Asia durante la Segunda Guerra Mundial, cuando fue internado en un campo de concentración, pasó a dirigir el observatorio, que transfirió al nuevo estado de Indonesia tras su independencia en 1947. De vuelta en Holanda en 1950, se reincorporó al Instituto Meteorológico Real Holandés, dedicándose al pronóstico meteorológico a largo plazo.
También se interesó en problemas de cosmogonía, y ya en 1927 había publicado en Leipzig un trabajo sobre la formación de los planetas. Continuó editando libros de divulgación sobre temas como El origen y el final del Universo (1930); El origen del sistema solar (1956) o el Origen de la Luna (1967).
Aficionado a la música y docente apreciado por sus alumnos, al final de su carrera se convirtió en un científico muy popular en Holanda. Se casó en 1924 con Elisabeth Smits, y la pareja tuvo cuatro hijas. Tras divorciarse en 1949 se casó de nuevo con Elisabeth Smits, con la que no tuvo hijos. Falleció en Utrecht en 1968, a la edad de 71 años.

## Publicaciones destacadas
- "A provisional catalogue of deep-focus earthquakes in the Netherlands East Indies 1918-1936" (Un catálogo provisional de los terremotos de foco profundo en los Países Bajos Indias Orientales 1918-1936) (en Gerlands Beiträge zur Geophysik 50 (1937) 7-17)
- 'Sismómetro', un artículo para el Handbuch der Geophysik. Hrsg. von B. Gutenberg (Berlín, 1932) 299-528.
- "On the origin and évolution of the moon and the crust of the earth" (El Origen y Evolución de la luna y la corteza de la tierra), Proceedings of the Royal Academia de Ciencias de los Países Bajos I. Serie B 70 (1967) 508-528)

## Reconocimientos
- Miembro de la Real Academia de Artes y Ciencias de los Países Bajos en 1952.[1]
- Catedrático extraordinario de la Universidad de Utrecht en 1954.[1]
- El cráter lunar Berlage lleva este nombre en su honor.[3]
- El asteroide (4359) Berlage también conmemora su nombre.[4]